# グロット (サイパン島)
グロット（英: Grotto）は、北マリアナ諸島・サイパン島にある海蝕洞であり、ダイビングスポットのひとつとなっている。

## 概要
サイパン島北部から東海岸にかけては、海蝕段丘の断崖絶壁が続いていて、そこには多くの海食洞が散在している。その中でもっとも大きいのがグロットである。
水中では3か所の横穴が外洋と繋がっている。そのため、外洋から差し込む光が洞窟内の海水面に反射して、神秘的な青い光で洞窟全体が青く染まる。洞窟内の水深は22mで、アーチ型のドーム天井になっているため、シュノーケリングやダイビングをすることもできる。